# Бірте К'єр
Бірте К'єр (дан. Birthe Kjær, повне ім'я — Бірте Ґледі К'єр Гансен (дан. Birthe Glady Kjær Hansen); 1 вересня 1948, Орхус, Данія) — данська співачка й акторка, представниця Данії на пісенному конкурсі «Євробачення-1989».
Крім музичної кар'єри, Бірте грала в театральних постановках, мюзиклах та ревю.

## Життєпис

### Народження
Народилася 1 вересня 1948 року в данському місті Орхус у сім'ї Г'юго Амандуса Гансена та Ірси Ірени К'єр Андерсен.

### «Sunshine Trioen» (перша половина 1960-х)
Приєднавшись 1960 року до данського гурту «Sunshine Trioen», розпочала музичну кар'єру. Гурт часто гастролював багатьма містами Данії.
У середині 1960-х років гурт розпався, а Бірте К'єр розпочала сольну музичну кар'єру.

### «Arrivederci Franz»: Миттєвий прорив (1968—1971)
1968 року співак і гітарист Джонні Реймар помітив Бірте К'єр у ресторані та уклав із нею контракт на запис.
Перший сингл Бірте — композиція «Arrivederci Franz» — став миттєвим проривом співачки, посівши першу позицію в данському хіт-параді «Dansktoppen».
На початку 1970-х років композиції К'єр «Sommer og sol», «Tennessee Waltz», «Pas på den knaldrøde gummibåd» також потрапили в хіт-парад «Dansktoppen».

### Театральний успіх та Євробачення (1972—1990)
1972 року брала участь у ревю Sans Souci, Kolding, а в 1973—1976 роках писала сценарії театральних постановок.
П'ять разів брала участь у фестивалі «Dansk Melodi Grand Prix», де обирали представника Данії на конкурс пісні «Євробачення»:
| Рік  | Пісня                   | Місце |
| ---- | ----------------------- | ----- |
| 1980 | «Du och jeg»            | 2     |
| 1986 | «Vil du med»            | 2     |
| 1987 | «Hva'er du ude på»      | 2     |
| 1989 | «Vi maler byen rød»     | 1     |
| 1991 | «Din musik — min musik» | 3     |

1989 року стала переможницею фестивалю, завдяки чому вона змогла представити Данію на конкурсі пісні «Євробачення-1989»:
| Рік  | Пісня               | Місце | Бали |
| ---- | ------------------- | ----- | ---- |
| 1989 | «Vi maler byen rød» | 3     | 111  |

Композиція «Vi maler byen rød» посіла третє місце зі 111 балами.
1989 року почала співпрацювати зі скрипалькою Кім Шьорген та гітаристом Ларсом Ганібаллом.
1991 року вела шоу «Med kjærlig hilsen» на каналі «DR1», а в 1995—1996 роках — телевікторину «Vildt forelsket» на телеканалі «TV3».

## Особисте життя
Бірте мала стосунки з диригентом Гельмером Олесеном.
2005 року відмовилася від запрошення на популярне телешоу «Vild med dans», оскільки в неї виявили тромб у серці. Їй зробили операцію, яка пройшла успішно.

## Нагороди
5 червня 2002 року отримала премію муніципалітету Гентофте в галузі культури.

## Дискографія

### Альбоми

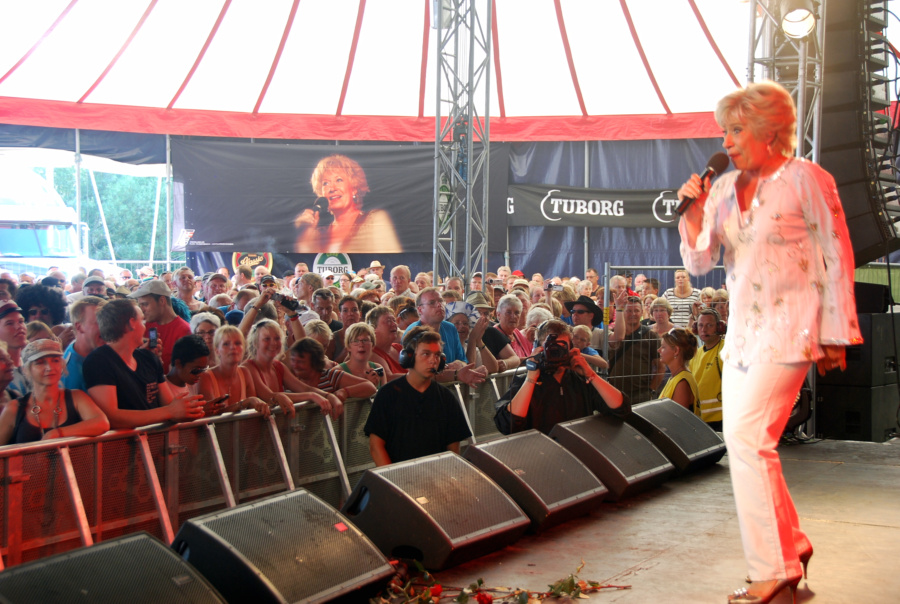
Бірте К'єр на фестивалі (2010)

- Danse og synge med Birthe Kjær (1969)
- Nu er det jul igen (1970)
- Birthe Kjær træffere (1971)
- Jeg skal aldrig til bal uden trusser (1973)
- Tennessee Waltz (1974)
- Det var en yndig tid (1976)
- 13 rigtige! (1976)
- Fuglen & barnet (1977)
- Nu (1978)
- Schlagerparade (1980) — разом із Геннінгом Віленом[da]
- Tak for al musikken (1980)
- Arrivederci Franz (1980)
- Her er jeg — Birthe Kjær (1981)
- Jeg er på vej (1982)
- Hvorfor er kærligheden rød? (1983)
- Vil du med? (1986)
- Birthe Kjær 1987 (1987)
- Birthe Kjær's største hits (1988)
- 100 % (1988)
- På en anden måde (1989)
- Montmartre (1991)
- Med kjærlig hilsen (1991)
- Jeg ka' ikke la' vær' (1993)
- Vildt forelsket (1996)
- Gennem tiden (1996 — dobbelt-cd)
- På vores måde (1997)
- Det bedste af de bedste — Vi maler byen rød (1998)
- Som en fugl i det fri (1998)
- The Collection (1999)
- Birthe Kjær «Mine favoritter» (2001)
- Længe leve livet (2002)
- På en fransk altan (2003)
- 1969-1976 — 6 originale albums fra Birthe Kjær (2005, компакт-диск)
- Lys i mørket (2006)
- Dejlig danske Birthe Kjær (2007, компакт-диск)
- Let It Snow (2007)
- Birthe Kjær gennem 40 år (2008, компакт-диск)
- 100 hits med Birthe Kjær (2009, компакт-диск)
- Smile (2011)
- Birthe (2013)
- Lige fra hjertet (2015)

## Інші проєкти

### Фільми
- Revykøbing kalder[da] (1973)
- Jydekompagniet[da] (1988)
- Макс[da] (2000)

### Ревю
- Cirkusrevyen[da] (1990)
- Holstebro-revyen (1978, 1994 — за нього отримала «Revy-Maren»[уточнити])
- Nykøbing F. Revyen[da] (1973, 1974, 1975, 1976)
- Svendborg Revyer (1972 — ревю швидко збанкрутувало, але К'єр отримала приємні відгуки)
- Sans Souci i Kolding (1972)